# San Antonio Spurs 2021-2022
La stagione 2021-2022 dei San Antonio Spurs è stata la 55ª stagione della franchigia, la 46ª nella NBA, la 49ª a San Antonio.

## Stagione
La stagione è iniziata con l'addio del playmaker di lunga data Patty Mills che, dopo 10 stagioni, ha lasciato i texani per i Brooklyn Nets, con cui ha firmato il 10 agosto 2021. Con la partenza di Mills, il giocatore più longevo del roster degli Spurs è diventato Dejounte Murray.
Dopo aver fallito l'accesso ai play-off per due stagioni consecutive per la prima volta nella storia della franchigia, gli Spurs hanno tentato di qualificarsi per la postseason per la prima volta dalla stagione 2018-19.
Il 12 marzo 2022 mister Gregg Popovich, grazie alla vittoria sugli Utah Jazz per 104-102, è diventato l'allenatore più vincente della storia dell'NBA superando così Don Nelson a quota 1335 vittorie in carriera da allenatore.
Il 5 aprile 2022, sono diventati la ventesima e ultima squadra a conquistare una posizione per la post-season, conquistando un posto nell'NBA Play-In Tournament per il secondo anno consecutivo e qualificandosi alla prima fase eliminatoria con il numero 10 del tabellone. Tuttavia, perdendo contro i New Orleans Pelicans nel torneo Play-In, sono stati eliminati dai playoff per la terza stagione consecutiva, concludendo così la stagione.

## Draft
| Giro | Scelta | Giocatore    | Ruolo | Nazionalità | Università/Squadra      |
| ---- | ------ | ------------ | ----- | ----------- | ----------------------- |
| 1    | 12     | Joshua Primo | SG    | Canada      | Università dell'Alabama |
| 2    | 41     | Joe Wieskamp | AP    | Stati Uniti | Università dell'Iowa    |

Il Draft NBA 2021 si è tenuto il 29 luglio 2021. Gli Spurs detengono una scelta nel primo round e una scelta nel secondo round.

## Roster
| \| Pos. \| Num. \| Naz. \| Nome \| Altezza \| Peso \| Data nascita \| Provenienza \| \| ---- \| ---- \| ---- \| -------------------- \| ------- \| ------ \| ------------ \| -------------------- \| \| G \| 1 \| \| Walker, Lonnie \| 196 cm \| 89 kg \| 14-12-1998 \| Miami (FL) \| \| AP \| 3 \| \| Johnson, Keldon \| 198 cm \| 96 kg \| 11-10-1999 \| Kentucky \| \| P \| 5 \| \| Murray, Dejounte \| 196 cm \| 77 kg \| 19-09-1996 \| Washington \| \| P \| 7 \| \| Richardson, Josh \| 196 cm \| 91 kg \| 15-09-1993 \| Tennessee \| \| P \| 11 \| \| Primo, Joshua \| 193 cm \| 86 kg \| 24-12-2002 \| Alabama \| \| G \| 15 \| \| Wieskamp, Joe \| 198 cm \| 93 kg \| 23-08-1999 \| Iowa \| \| P \| 16 \| \| Stewart, D.J. (TW) \| 196 cm \| 93 kg \| 28-06-1999 \| Mississippi State \| \| AG \| 17 \| \| McDermott, Doug \| 201 cm \| 102 kg \| 03-01-1992 \| Creighton \| \| AG \| 18 \| \| Cacok, Devontae \| 201 cm \| 109 kg \| 08-10-1996 \| UNC Wilmington \| \| AG/C \| 23 \| \| Collins, Zach \| 211 cm \| 113 kg \| 19-11-1997 \| Gonzaga \| \| G \| 24 \| \| Vassell, Devin \| 201 cm \| 84 kg \| 23-08-2000 \| Florida State \| \| C \| 25 \| \| Pöltl, Jakob \| 213 cm \| 104 kg \| 15-10-1995 \| Utah \| \| AG \| 28 \| \| Woodard, Robert (TW) \| 198 cm \| 107 kg \| 28-06-1999 \| Mississippi State \| \| AG \| 31 \| \| Bates-Diop, Keita \| 203 cm \| 104 kg \| 23-01-1996 \| Ohio State \| \| G \| 33 \| \| Jones, Tre \| 191 cm \| 84 kg \| 08-01-2000 \| Duke \| \| C \| 34 \| \| Landale, Jock \| 211 cm \| 116 kg \| 25-10-1995 \| Saint Mary's College \| \| G \| 35 \| \| Langford, Romeo \| 193 cm \| 98 kg \| 25-10-1999 \| Indiana \| | Allenatore - Gregg Popovich Assistente/i - Chip Engelland - Mitch Johnson - Matt Nielsen - Darius Songaila Legenda - (C) Capitano - (FA) Free agent - (S) Sospeso - (DP) Unsigned draft pick - (GL) Assegnato a squadra G League affiliata - (TW) Contratto Two-way - Infortunato Roster • Transazioni · Ultima transazione: 3 aprile 2022 |                        |                      |         |        |              |                      |
| Pos. | Num. | Naz.                   | Nome                 | Altezza | Peso   | Data nascita | Provenienza          |
| G | 1 | Stati Uniti (bandiera) | Walker, Lonnie       | 196 cm  | 89 kg  | 14-12-1998   | Miami (FL)           |
| AP | 3 | Stati Uniti (bandiera) | Johnson, Keldon      | 198 cm  | 96 kg  | 11-10-1999   | Kentucky             |
| P | 5 | Stati Uniti (bandiera) | Murray, Dejounte     | 196 cm  | 77 kg  | 19-09-1996   | Washington           |
| P | 7 | Stati Uniti (bandiera) | Richardson, Josh     | 196 cm  | 91 kg  | 15-09-1993   | Tennessee            |
| P | 11 | Canada (bandiera)      | Primo, Joshua        | 193 cm  | 86 kg  | 24-12-2002   | Alabama              |
| G | 15 | Stati Uniti (bandiera) | Wieskamp, Joe        | 198 cm  | 93 kg  | 23-08-1999   | Iowa                 |
| P | 16 | Stati Uniti (bandiera) | Stewart, D.J. (TW)   | 196 cm  | 93 kg  | 28-06-1999   | Mississippi State    |
| AG | 17 | Stati Uniti (bandiera) | McDermott, Doug      | 201 cm  | 102 kg | 03-01-1992   | Creighton            |
| AG | 18 | Stati Uniti (bandiera) | Cacok, Devontae      | 201 cm  | 109 kg | 08-10-1996   | UNC Wilmington       |
| AG/C | 23 | Stati Uniti (bandiera) | Collins, Zach        | 211 cm  | 113 kg | 19-11-1997   | Gonzaga              |
| G | 24 | Stati Uniti (bandiera) | Vassell, Devin       | 201 cm  | 84 kg  | 23-08-2000   | Florida State        |
| C | 25 | Austria (bandiera)     | Pöltl, Jakob         | 213 cm  | 104 kg | 15-10-1995   | Utah                 |
| AG | 28 | Stati Uniti (bandiera) | Woodard, Robert (TW) | 198 cm  | 107 kg | 28-06-1999   | Mississippi State    |
| AG | 31 | Stati Uniti (bandiera) | Bates-Diop, Keita    | 203 cm  | 104 kg | 23-01-1996   | Ohio State           |
| G | 33 | Stati Uniti (bandiera) | Jones, Tre           | 191 cm  | 84 kg  | 08-01-2000   | Duke                 |
| C | 34 | Australia (bandiera)   | Landale, Jock        | 211 cm  | 116 kg | 25-10-1995   | Saint Mary's College |
| G | 35 | Stati Uniti (bandiera) | Langford, Romeo      | 193 cm  | 98 kg  | 25-10-1999   | Indiana              |

## Classifiche

### Division

#### Southwest Division
| Southwest Division     | V  | S  | V%   | PR   | Casa  | Trasf | Div  | PG |
| ---------------------- | -- | -- | ---- | ---- | ----- | ----- | ---- | -- |
| y – Memphis Grizzlies  | 56 | 26 | .683 | 8,0  | 30–11 | 26–15 | 11–5 | 82 |
| x – Dallas Mavericks   | 52 | 30 | .634 | 12,0 | 29–12 | 23–18 | 14–2 | 82 |
| x – N.O. Pelicans      | 36 | 46 | .439 | 28,0 | 19–22 | 17–24 | 6–10 | 82 |
| pi – San Antonio Spurs | 34 | 48 | .415 | 30,0 | 16–25 | 18–23 | 6–10 | 82 |
| Houston Rockets        | 20 | 62 | .244 | 44,0 | 11–30 | 9–32  | 3–13 | 82 |

### Conference

#### Western Conference
| Western Conference | Western Conference      | Western Conference | Western Conference | Western Conference | Western Conference | Western Conference |
| #                  | Squadra                 | V                  | S                  | V%                 | PR                 | PG                 |
| ------------------ | ----------------------- | ------------------ | ------------------ | ------------------ | ------------------ | ------------------ |
| 1                  | z – Phoenix Suns *      | 64                 | 18                 | .780               | –                  | 82                 |
| 2                  | y – Memphis Grizzlies * | 56                 | 26                 | .683               | 8,0                | 82                 |
| 3                  | x – G.S. Warriors       | 53                 | 29                 | .646               | 11,0               | 82                 |
| 4                  | x – Dallas Mavericks    | 52                 | 30                 | .634               | 12,0               | 82                 |
| 5                  | y – Utah Jazz *         | 49                 | 33                 | .598               | 15,0               | 82                 |
| 6                  | x – Denver Nuggets      | 48                 | 34                 | .585               | 16,0               | 82                 |
|                    |                         |                    |                    |                    |                    |                    |
| 7                  | x – Minnesota T'wolves  | 46                 | 36                 | .561               | 18,0               | 82                 |
| 8                  | pi – L.A. Clippers      | 42                 | 40                 | .512               | 22,0               | 82                 |
| 9                  | x – N.O. Pelicans       | 36                 | 46                 | .439               | 28,0               | 82                 |
| 10                 | pi – San Antonio Spurs  | 34                 | 48                 | .415               | 30,0               | 82                 |
|                    |                         |                    |                    |                    |                    |                    |
| 11                 | L.A. Lakers             | 33                 | 49                 | .402               | 31,0               | 82                 |
| 12                 | Sacramento Kings        | 30                 | 52                 | .366               | 34,0               | 82                 |
| 13                 | Portland T. Blazers     | 27                 | 55                 | .329               | 37,0               | 82                 |
| 14                 | Oklahoma Thunder        | 24                 | 58                 | .293               | 40,0               | 82                 |
| 15                 | Houston Rockets         | 20                 | 62                 | .244               | 44,0               | 82                 |

## Calendario e risultati

### Preseason
Le date della preseason
| Preseason 2021                                    | Preseason 2021                                    | Preseason 2021                                    | Preseason 2021                                    | Preseason 2021                                    | Preseason 2021                                    | Preseason 2021                                    | Preseason 2021                                    | Preseason 2021                                    |
| Record preseason: 3-2 (Casa: 2–1; Trasferta: 1–1) | Record preseason: 3-2 (Casa: 2–1; Trasferta: 1–1) | Record preseason: 3-2 (Casa: 2–1; Trasferta: 1–1) | Record preseason: 3-2 (Casa: 2–1; Trasferta: 1–1) | Record preseason: 3-2 (Casa: 2–1; Trasferta: 1–1) | Record preseason: 3-2 (Casa: 2–1; Trasferta: 1–1) | Record preseason: 3-2 (Casa: 2–1; Trasferta: 1–1) | Record preseason: 3-2 (Casa: 2–1; Trasferta: 1–1) | Record preseason: 3-2 (Casa: 2–1; Trasferta: 1–1) |
| Partita                                           | Data                                              | Avversario                                        | Punteggio                                         | Più punti                                         | Più rimbalzi                                      | Più assist                                        | Spettatori                                        | Record                                            |
| ------------------------------------------------- | ------------------------------------------------- | ------------------------------------------------- | ------------------------------------------------- | ------------------------------------------------- | ------------------------------------------------- | ------------------------------------------------- | ------------------------------------------------- | ------------------------------------------------- |
| 1                                                 | 4 ottobre                                         | Utah Jazz                                         | V 111–85                                          | Murray, Primo (17)                                | Jakob Pöltl (10)                                  | Drew Eubanks (4)                                  | AT&T Center 10.174                                | 1-0                                               |
| 2                                                 | 6 ottobre                                         | @ Detroit Pistons                                 | S 105–115                                         | Bryn Forbes (20)                                  | Derrick White (7)                                 | Derrick White (7)                                 | Little Caesars Arena 5.423                        | 1-1                                               |
| 3                                                 | 8 ottobre                                         | Miami Heat                                        | S 105–109                                         | Keldon Johnson (23)                               | Drew Eubanks (8)                                  | Dejounte Murray (6)                               | AT&T Center 15.160                                | 1-2                                               |
| 4                                                 | 10 ottobre                                        | @ Orlando Magic                                   | V 101–100                                         | Dejounte Murray (18)                              | Jakob Pöltl (9)                                   | Lonnie Walker (5)                                 | Amway Center 12.509                               | 2-2                                               |
| 5                                                 | 15 ottobre                                        | Houston Rockets                                   | V 126–98                                          | Murray, White (20)                                | Drew Eubanks (9)                                  | Dejounte Murray (7)                               | AT&T Center 17.676                                | 3-2                                               |

### Regular season

#### Andamento stagionale
| Stagione 2021-2022                             | Stagione 2021-2022                             | Stagione 2021-2022                             | Stagione 2021-2022                             | Stagione 2021-2022                             | Stagione 2021-2022                             | Stagione 2021-2022                             | Stagione 2021-2022                             | Stagione 2021-2022                             |
| Totale : 34–48 (Casa: 16–25; Trasferta: 18–23) | Totale : 34–48 (Casa: 16–25; Trasferta: 18–23) | Totale : 34–48 (Casa: 16–25; Trasferta: 18–23) | Totale : 34–48 (Casa: 16–25; Trasferta: 18–23) | Totale : 34–48 (Casa: 16–25; Trasferta: 18–23) | Totale : 34–48 (Casa: 16–25; Trasferta: 18–23) | Totale : 34–48 (Casa: 16–25; Trasferta: 18–23) | Totale : 34–48 (Casa: 16–25; Trasferta: 18–23) | Totale : 34–48 (Casa: 16–25; Trasferta: 18–23) |
| ---------------------------------------------- | ---------------------------------------------- | ---------------------------------------------- | ---------------------------------------------- | ---------------------------------------------- | ---------------------------------------------- | ---------------------------------------------- | ---------------------------------------------- | ---------------------------------------------- |

#### Ottobre
| Ottobre 2021                                  | Ottobre 2021                                  | Ottobre 2021                                  | Ottobre 2021                                  | Ottobre 2021                                  | Ottobre 2021                                  | Ottobre 2021                                  | Ottobre 2021                                  | Ottobre 2021                                  |
| Record mese : 2–4 (Casa: 1–2; Trasferta: 1–2) | Record mese : 2–4 (Casa: 1–2; Trasferta: 1–2) | Record mese : 2–4 (Casa: 1–2; Trasferta: 1–2) | Record mese : 2–4 (Casa: 1–2; Trasferta: 1–2) | Record mese : 2–4 (Casa: 1–2; Trasferta: 1–2) | Record mese : 2–4 (Casa: 1–2; Trasferta: 1–2) | Record mese : 2–4 (Casa: 1–2; Trasferta: 1–2) | Record mese : 2–4 (Casa: 1–2; Trasferta: 1–2) | Record mese : 2–4 (Casa: 1–2; Trasferta: 1–2) |
| Partita                                       | Data                                          | Avversario                                    | Punteggio                                     | Più punti                                     | Più rimbalzi                                  | Più assist                                    | Spettatori                                    | Record                                        |
| --------------------------------------------- | --------------------------------------------- | --------------------------------------------- | --------------------------------------------- | --------------------------------------------- | --------------------------------------------- | --------------------------------------------- | --------------------------------------------- | --------------------------------------------- |
| 1                                             | 20 ottobre                                    | Orlando Magic                                 | V 123–97                                      | Devin Vassell (19)                            | Jakob Pöltl (13)                              | Dejounte Murray (9)                           | AT&T Center 16.697                            | 1-0                                           |
| 2                                             | 22 ottobre                                    | @ Denver Nuggets                              | S 96–102                                      | Keldon Johnson (27)                           | Dejounte Murray (9)                           | Derrick White (8)                             | Ball Arena 19.520                             | 1-1                                           |
| 3                                             | 23 ottobre                                    | Milwaukee Bucks                               | S 111–121                                     | Doug McDermott (25)                           | Dejounte Murray (9)                           | Derrick White (8)                             | AT&T Center 14.353                            | 1-2                                           |
| 4                                             | 26 ottobre                                    | L.A. Lakers                                   | S 121–125 (OT)                                | Jakob Pöltl (27)                              | Jakob Pöltl (14)                              | Dejounte Murray (15)                          | AT&T Center 18.354                            | 1-3                                           |
| 5                                             | 28 ottobre                                    | @ Dallas Mavericks                            | S 99–104                                      | Dejounte Murray (23)                          | Jakob Pöltl (13)                              | Dejounte Murray (8)                           | American Airlines Center 19.228               | 1-4                                           |
| 6                                             | 30 ottobre                                    | @ Milwaukee Bucks                             | V 102–93                                      | Dejounte Murray (23)                          | Keldon Johnson (11)                           | Dejounte Murray (9)                           | Fiserv Forum 17.341                           | 2-4                                           |

#### Novembre
| Novembre 2021                                 | Novembre 2021                                 | Novembre 2021                                 | Novembre 2021                                 | Novembre 2021                                 | Novembre 2021                                 | Novembre 2021                                 | Novembre 2021                                 | Novembre 2021                                 |
| Record mese : 4–9 (Casa: 3–3; Trasferta: 1–6) | Record mese : 4–9 (Casa: 3–3; Trasferta: 1–6) | Record mese : 4–9 (Casa: 3–3; Trasferta: 1–6) | Record mese : 4–9 (Casa: 3–3; Trasferta: 1–6) | Record mese : 4–9 (Casa: 3–3; Trasferta: 1–6) | Record mese : 4–9 (Casa: 3–3; Trasferta: 1–6) | Record mese : 4–9 (Casa: 3–3; Trasferta: 1–6) | Record mese : 4–9 (Casa: 3–3; Trasferta: 1–6) | Record mese : 4–9 (Casa: 3–3; Trasferta: 1–6) |
| Partita                                       | Data                                          | Avversario                                    | Punteggio                                     | Più punti                                     | Più rimbalzi                                  | Più assist                                    | Spettatori                                    | Record                                        |
| --------------------------------------------- | --------------------------------------------- | --------------------------------------------- | --------------------------------------------- | --------------------------------------------- | --------------------------------------------- | --------------------------------------------- | --------------------------------------------- | --------------------------------------------- |
| 7                                             | 1º novembre                                   | @ Indiana Pacers                              | S 118–131                                     | Dejounte Murray (16)                          | Jakob Pöltl (6)                               | Derrick White (7)                             | Gainbridge FieldHouse 10.227                  | 2-5                                           |
| 8                                             | 3 novembre                                    | @ Dallas Mavericks                            | S 100–109                                     | Dejounte Murray (23)                          | Dejounte Murray (9)                           | Dejounte Murray (8)                           | AT&T Center 16.356                            | 2-6                                           |
| 9                                             | 5 novembre                                    | @ Orlando Magic                               | V 102–89                                      | Dejounte Murray (20)                          | Dejounte Murray (11)                          | Dejounte Murray (7)                           | Amway Center 14.101                           | 3-6                                           |
| 10                                            | 7 novembre                                    | @ Oklahoma Thunder                            | S 94–99                                       | Keldon Johnson (22)                           | Drew Eubanks (11)                             | Dejounte Murray (9)                           | Paycom Center 12.972                          | 3-7                                           |
| 11                                            | 10 novembre                                   | Sacramento Kings                              | V 136–117                                     | Dejounte Murray (26)                          | Keldon Johnson (12)                           | Thaddeus Young (8)                            | AT&T Center 15.065                            | 4-7                                           |
| 12                                            | 12 novembre                                   | Dallas Mavericks                              | S 109–123                                     | Devin Vassell (20)                            | Keldon Johnson (9)                            | Young, White (5)                              | AT&T Center 13.425                            | 4-8                                           |
| 13                                            | 14 novembre                                   | @ L.A. Lakers                                 | S 106–114                                     | Keldon Johnson (24)                           | Dejounte Murray (10)                          | Dejounte Murray (10)                          | Staples Center 18.997                         | 4-9                                           |
| 14                                            | 16 novembre                                   | @ L.A. Clippers                               | S 92–106                                      | Dejounte Murray (26)                          | Dejounte Murray (12)                          | Dejounte Murray (9)                           | Staples Center 13.298                         | 4-10                                          |
| 15                                            | 18 novembre                                   | @ Minnesota T'wolves                          | S 90–115                                      | Devin Vassell (18)                            | Dejounte Murray (8)                           | Murray, White (4)                             | Target Center 13.572                          | 4-11                                          |
| 16                                            | 22 novembre                                   | Phoenix Suns                                  | S 111–115                                     | Derrick White (19)                            | Dejounte Murray (10)                          | Dejounte Murray (11)                          | AT&T Center 14.715                            | 4-12                                          |
| 17                                            | 24 novembre                                   | Atlanta Hawks                                 | S 106–124                                     | Bryn Forbes (23)                              | Jakob Pöltl (10)                              | Dejounte Murray (11)                          | AT&T Center 13.161                            | 4-13                                          |
| 18                                            | 26 novembre                                   | Boston Celtics                                | V 96–88                                       | Dejounte Murray (29)                          | Keldon Johnson (14)                           | Derrick White (19)                            | AT&T Center 15.360                            | 5-13                                          |
| 19                                            | 29 novembre                                   | Wash. Wizards                                 | V 116–99                                      | Derrick White (24)                            | Jakob Pöltl (11)                              | Dejounte Murray (8)                           | AT&T Center 12.606                            | 6-13                                          |

#### Dicembre
| Dicembre 2021                                 | Dicembre 2021                                 | Dicembre 2021                                 | Dicembre 2021                                 | Dicembre 2021                                 | Dicembre 2021                                 | Dicembre 2021                                 | Dicembre 2021                                 | Dicembre 2021                                 |
| Record mese : 8–8 (Casa: 3–5; Trasferta: 5–3) | Record mese : 8–8 (Casa: 3–5; Trasferta: 5–3) | Record mese : 8–8 (Casa: 3–5; Trasferta: 5–3) | Record mese : 8–8 (Casa: 3–5; Trasferta: 5–3) | Record mese : 8–8 (Casa: 3–5; Trasferta: 5–3) | Record mese : 8–8 (Casa: 3–5; Trasferta: 5–3) | Record mese : 8–8 (Casa: 3–5; Trasferta: 5–3) | Record mese : 8–8 (Casa: 3–5; Trasferta: 5–3) | Record mese : 8–8 (Casa: 3–5; Trasferta: 5–3) |
| Partita                                       | Data                                          | Avversario                                    | Punteggio                                     | Più punti                                     | Più rimbalzi                                  | Più assist                                    | Spettatori                                    | Record                                        |
| --------------------------------------------- | --------------------------------------------- | --------------------------------------------- | --------------------------------------------- | --------------------------------------------- | --------------------------------------------- | --------------------------------------------- | --------------------------------------------- | --------------------------------------------- |
| 20                                            | 2 dicembre                                    | @ Portland T. Blazers                         | V 114–83                                      | Bryn Forbes (18)                              | Jakob Pöltl (9)                               | Dejounte Murray (13)                          | Moda Center 16.143                            | 7-13                                          |
| 21                                            | 4 dicembre                                    | @ G.S. Warriors                               | V 112–107                                     | Derrick White (25)                            | Dejounte Murray (12)                          | Dejounte Murray (7)                           | Chase Center 18.064                           | 8-13                                          |
| 22                                            | 6 dicembre                                    | @ Phoenix Suns                                | S 104–108                                     | Dejounte Murray (17)                          | Jakob Pöltl (11)                              | Dejounte Murray (14)                          | Footprint Center 15.292                       | 8-14                                          |
| 23                                            | 7 dicembre                                    | N.Y. Knicks                                   | S 109–121                                     | Derrick White (26)                            | Jakob Pöltl (8)                               | Murray, White (7)                             | AT&T Center 14.698                            | 8-15                                          |
| 24                                            | 9 dicembre                                    | Denver Nuggets                                | V 123–111                                     | Derrick White (23)                            | Bates-Diop, Pöltl (9)                         | Dejounte Murray (9)                           | AT&T Center 12.855                            | 9-15                                          |
| 25                                            | 11 dicembre                                   | Denver Nuggets                                | S 112–127                                     | Lonnie Walker (16)                            | Tre Jones (9)                                 | Tre Jones (5)                                 | AT&T Center 14.607                            | 9-16                                          |
| 26                                            | 12 dicembre                                   | N.O. Pelicans                                 | V 112–97                                      | Pöltl, White (24)                             | Murray, Pöltl (12)                            | Dejounte Murray (10)                          | AT&T Center 14.990                            | 10-16                                         |
| 27                                            | 15 dicembre                                   | Charlotte Hornets                             | S 115–131                                     | Bryn Forbes (25)                              | Murray, White (6)                             | Dejounte Murray (9)                           | AT&T Center 14.354                            | 10-17                                         |
| 28                                            | 17 dicembre                                   | @ Utah Jazz                                   | V 128–126                                     | Keldon Johnson (24)                           | Dejounte Murray (11)                          | Dejounte Murray (11)                          | Vivint Arena 18.306                           | 11-17                                         |
| 29                                            | 19 dicembre                                   | @ Sacramento Kings                            | S 114–121                                     | Dejounte Murray (25)                          | Keldon Johnson (11)                           | Dejounte Murray (9)                           | Golden 1 Center 15.091                        | 11-18                                         |
| 30                                            | 20 dicembre                                   | @ L.A. Clippers                               | V 116–92                                      | Dejounte Murray (24)                          | Dejounte Murray (12)                          | Dejounte Murray (13)                          | Staples Center 18.096                         | 12-18                                         |
| 31                                            | 23 dicembre                                   | @ L.A. Lakers                                 | V 138–110                                     | Keita Bates-Diop (30)                         | Keldon Johnson (10)                           | Dejounte Murray (11)                          | Staples Center 18.997                         | 13-18                                         |
| 32                                            | 26 dicembre                                   | Detroit Pistons                               | V 144–109                                     | Keldon Johnson (27)                           | Drew Eubanks (7)                              | Tre Jones (11)                                | AT&T Center 14.715                            | 14-18                                         |
| 33                                            | 27 dicembre                                   | Utah Jazz                                     | S 104–110                                     | Derrick White (21)                            | Jakob Pöltl (13)                              | Derrick White (8)                             | AT&T Center 16.255                            | 14-19                                         |
| 34                                            | 3 febbraio                                    | Miami Heat                                    | S 95–112                                      | Derrick White (22)                            | Thaddeus Young (8)                            | Jones, Johnson, Vassell, Young (-)            | AT&T Center 14.971                            | 14-20                                         |
| 35                                            | 31 dicembre                                   | @ Memphis Grizzlies                           | S 105–118                                     | Forbes, Pöltl, White (15)                     | Keita Bates-Diop (11)                         | Derrick White (9)                             | FedExForum 15.412                             | 14-21                                         |

#### Gennaio
| Gennaio 2022                                   | Gennaio 2022                                   | Gennaio 2022                                   | Gennaio 2022                                   | Gennaio 2022                                   | Gennaio 2022                                   | Gennaio 2022                                   | Gennaio 2022                                   | Gennaio 2022                                   |
| Record mese : 5–12 (Casa: 3–6; Trasferta: 2–6) | Record mese : 5–12 (Casa: 3–6; Trasferta: 2–6) | Record mese : 5–12 (Casa: 3–6; Trasferta: 2–6) | Record mese : 5–12 (Casa: 3–6; Trasferta: 2–6) | Record mese : 5–12 (Casa: 3–6; Trasferta: 2–6) | Record mese : 5–12 (Casa: 3–6; Trasferta: 2–6) | Record mese : 5–12 (Casa: 3–6; Trasferta: 2–6) | Record mese : 5–12 (Casa: 3–6; Trasferta: 2–6) | Record mese : 5–12 (Casa: 3–6; Trasferta: 2–6) |
| Partita                                        | Data                                           | Avversario                                     | Punteggio                                      | Più punti                                      | Più rimbalzi                                   | Più assist                                     | Spettatori                                     | Record                                         |
| ---------------------------------------------- | ---------------------------------------------- | ---------------------------------------------- | ---------------------------------------------- | ---------------------------------------------- | ---------------------------------------------- | ---------------------------------------------- | ---------------------------------------------- | ---------------------------------------------- |
| 36                                             | 1º gennaio                                     | @ Detroit Pistons                              | S 116–117 (OT)                                 | Bryn Forbes (27)                               | Jakob Pöltl (12)                               | Derrick White (14)                             | Little Caesars Arena 18.911                    | 14-22                                          |
| 37                                             | 4 gennaio                                      | @ Toronto Raptors                              | S 104–129                                      | Jakob Pöltl (19)                               | Jakob Pöltl (12)                               | Johnson, Jones, Pöltl, Primo (4)               | Scotiabank Arena 0                             | 14-23                                          |
| 38                                             | 5 gennaio                                      | @ Boston Celtics                               | V 99–97                                        | Dejounte Murray (22)                           | Jakob Pöltl (14)                               | Dejounte Murray (12)                           | TD Garden 19.156                               | 15-23                                          |
| 39                                             | 7 gennaio                                      | @ Philadelphia 76ers                           | S 110–119                                      | Dejounte Murray (27)                           | Jakob Pöltl (6)                                | Dejounte Murray (9)                            | Wells Fargo Center 20.265                      | 15-24                                          |
| 40                                             | 9 gennaio                                      | @ Brooklyn Nets                                | S 119–121 (OT)                                 | Lonnie Walker (25)                             | Jakob Pöltl (12)                               | Dejounte Murray (12)                           | Barclays Center 15.606                         | 15-25                                          |
| 41                                             | 10 gennaio                                     | @ N.Y. Knicks                                  | S 96–111                                       | Dejounte Murray (24)                           | Cacok, Pöltl (10)                              | Dejounte Murray (5)                            | Madison Square Garden 16.569                   | 15-26                                          |
| 42                                             | 12 gennaio                                     | Houston Rockets                                | S 124–128                                      | Dejounte Murray (32)                           | Dejounte Murray (10)                           | Dejounte Murray (11)                           | AT&T Center 11.314                             | 15-27                                          |
| 43                                             | 14 gennaio                                     | Cleveland Cavaliers                            | S 109–114                                      | Dejounte Murray (30)                           | Dejounte Murray (14)                           | Dejounte Murray (8)                            | AT&T Center 12.160                             | 15-28                                          |
| 44                                             | 15 gennaio                                     | L.A. Clippers                                  | V 101–94                                       | Derrick White (19)                             | Landale, Vassell (11)                          | Dejounte Murray (9)                            | AT&T Center 13.223                             | 16-28                                          |
| 45                                             | 17 gennaio                                     | Phoenix Suns                                   | S 107–121                                      | Jakob Pöltl (23)                               | Jakob Pöltl (14)                               | Derrick White (7)                              | AT&T Center 10.422                             | 16-29                                          |
| 46                                             | 19 gennaio                                     | Oklahoma Thunder                               | V 118–96                                       | Dejounte Murray (23)                           | Dejounte Murray (10)                           | Dejounte Murray (14)                           | AT&T Center 11.848                             | 17-29                                          |
| 47                                             | 21 gennaio                                     | Brooklyn Nets                                  | S 102–117                                      | Dejounte Murray (25)                           | Dejounte Murray (12)                           | Dejounte Murray (10)                           | AT&T Center 15.068                             | 17-30                                          |
| 48                                             | 23 gennaio                                     | Philadelphia 76ers                             | S 109–115                                      | Jakob Pöltl (25)                               | Jakob Pöltl (10)                               | Dejounte Murray (12)                           | AT&T Center 16.437                             | 17-31                                          |
| 49                                             | 25 gennaio                                     | @ Houston Rockets                              | V 134–104                                      | Dejounte Murray (19)                           | Eubanks, Pöltl (9)                             | Dejounte Murray (10)                           | Toyota Center 15.007                           | 18-31                                          |
| 50                                             | 26 gennaio                                     | Memphis Grizzlies                              | S 110–118                                      | Devin Vassell (20)                             | Dejounte Murray (10)                           | Dejounte Murray (11)                           | AT&T Center 14.662                             | 18-32                                          |
| 51                                             | 28 gennaio                                     | Chicago Bulls                                  | V 131–122                                      | Dejounte Murray (29)                           | Jakob Pöltl (11)                               | Dejounte Murray (12)                           | AT&T Center 18.354                             | 19-32                                          |
| 52                                             | 30 gennaio                                     | @ Phoenix Suns                                 | S 110–115                                      | Doug McDermott (24)                            | Keldon Johnson (8)                             | Tre Jones (9)                                  | Footprint Center 17.071                        | 19-33                                          |

#### Febbraio
| Febbraio 2022                                 | Febbraio 2022                                 | Febbraio 2022                                 | Febbraio 2022                                 | Febbraio 2022                                 | Febbraio 2022                                 | Febbraio 2022                                 | Febbraio 2022                                 | Febbraio 2022                                 |
| Record mese : 5–6 (Casa: 1–2; Trasferta: 4–4) | Record mese : 5–6 (Casa: 1–2; Trasferta: 4–4) | Record mese : 5–6 (Casa: 1–2; Trasferta: 4–4) | Record mese : 5–6 (Casa: 1–2; Trasferta: 4–4) | Record mese : 5–6 (Casa: 1–2; Trasferta: 4–4) | Record mese : 5–6 (Casa: 1–2; Trasferta: 4–4) | Record mese : 5–6 (Casa: 1–2; Trasferta: 4–4) | Record mese : 5–6 (Casa: 1–2; Trasferta: 4–4) | Record mese : 5–6 (Casa: 1–2; Trasferta: 4–4) |
| Partita                                       | Data                                          | Avversario                                    | Punteggio                                     | Più punti                                     | Più rimbalzi                                  | Più assist                                    | Spettatori                                    | Record                                        |
| --------------------------------------------- | --------------------------------------------- | --------------------------------------------- | --------------------------------------------- | --------------------------------------------- | --------------------------------------------- | --------------------------------------------- | --------------------------------------------- | --------------------------------------------- |
| 53                                            | 1º febbraio                                   | @ G.S. Warriors                               | S 120–124                                     | Dejounte Murray (27)                          | Dejounte Murray (9)                           | Dejounte Murray (9)                           | AT&T Center 17.070                            | 19-34                                         |
| 54                                            | 4 febbraio                                    | Houston Rockets                               | V 131–106                                     | Keldon Johnson (28)                           | Jakob Pöltl (10)                              | Dejounte Murray (11)                          | AT&T Center 15.344                            | 20–34                                         |
| 55                                            | 9 febbraio                                    | @ Cleveland Cavaliers                         | S 92–105                                      | Vassell, Johnson (18)                         | Jakob Pöltl (11)                              | Dejounte Murray (9)                           | Rocket Mortgage FieldHouse 19.432             | 20-35                                         |
| 56                                            | 11 febbraio                                   | @ Atlanta Hawks                               | V 136–121                                     | Dejounte Murray (32)                          | Dejounte Murray (10)                          | Dejounte Murray (15)                          | State Farm Arena 17.234                       | 21–35                                         |
| 57                                            | 12 febbraio                                   | @ N.O. Pelicans                               | V 124–114                                     | Dejounte Murray (31)                          | Jakob Pöltl (11)                              | Dejounte Murray (12)                          | Smoothie King Center 16.615                   | 22–35                                         |
| 58                                            | 14 febbraio                                   | @ Chicago Bulls                               | S 109–120                                     | Lonnie Walker (21)                            | Jakob Pöltl (9)                               | Dejounte Murray (11)                          | United Center 21.153                          | 22–36                                         |
| 59                                            | 16 febbraio                                   | @ Oklahoma Thunder                            | V 114–106                                     | Keldon Johnson (22)                           | Jakob Pöltl (17)                              | Dejounte Murray (8)                           | Paycom Center 14.920                          | 23–36                                         |
| 60                                            | 25 febbraio                                   | @ Wash. Wizards                               | V 157–153 (2OT)                               | Keldon Johnson (32)                           | Dejounte Murray (13)                          | Dejounte Murray (14)                          | Capital One Arena 15.302                      | 24–36                                         |
| 61                                            | 26 febbraio                                   | @ Miami Heat                                  | S 129–133                                     | Bates-Diop, Vassell, Walker (22)              | Keita Bates-Diop (11)                         | Tre Jones (11)                                | FTX Arena 19.677                              | 24–37                                         |
| 62                                            | 28 febbraio                                   | @ Memphis Grizzlies                           | S 105–118                                     | Lonnie Walker (22)                            | Jakob Pöltl (10)                              | Dejounte Murray (8)                           | FedExForum 16.812                             | 24–38                                         |

#### Marzo
| Marzo 2022                                    | Marzo 2022                                    | Marzo 2022                                    | Marzo 2022                                    | Marzo 2022                                    | Marzo 2022                                    | Marzo 2022                                    | Marzo 2022                                    | Marzo 2022                                    |
| Record mese : 7–7 (Casa: 3–6; Trasferta: 4–1) | Record mese : 7–7 (Casa: 3–6; Trasferta: 4–1) | Record mese : 7–7 (Casa: 3–6; Trasferta: 4–1) | Record mese : 7–7 (Casa: 3–6; Trasferta: 4–1) | Record mese : 7–7 (Casa: 3–6; Trasferta: 4–1) | Record mese : 7–7 (Casa: 3–6; Trasferta: 4–1) | Record mese : 7–7 (Casa: 3–6; Trasferta: 4–1) | Record mese : 7–7 (Casa: 3–6; Trasferta: 4–1) | Record mese : 7–7 (Casa: 3–6; Trasferta: 4–1) |
| Partita                                       | Data                                          | Avversario                                    | Punteggio                                     | Più punti                                     | Più rimbalzi                                  | Più assist                                    | Spettatori                                    | Record                                        |
| --------------------------------------------- | --------------------------------------------- | --------------------------------------------- | --------------------------------------------- | --------------------------------------------- | --------------------------------------------- | --------------------------------------------- | --------------------------------------------- | --------------------------------------------- |
| 63                                            | 3 marzo                                       | Sacramento Kings                              | S 112–115                                     | Lonnie Walker (30)                            | Dejounte Murray (12)                          | Dejounte Murray (7)                           | AT&T Center 13.049                            | 24–39                                         |
| 64                                            | 5 marzo                                       | @ Charlotte Hornets                           | S 117–123                                     | Keldon Johnson (33)                           | Zach Collins (10)                             | Dejounte Murray (10)                          | Spectrum Center 18.941                        | 24–40                                         |
| 65                                            | 7 marzo                                       | L.A. Lakers                                   | V 117–110                                     | Dejounte Murray (26)                          | Dejounte Murray (10)                          | Dejounte Murray (8)                           | AT&T Center 18.354                            | 25–40                                         |
| 66                                            | 9 marzo                                       | Toronto Raptors                               | S 104–119                                     | Keldon Johnson (27)                           | Jakob Pöltl (12)                              | Dejounte Murray (12)                          | AT&T Center 15.121                            | 25–41                                         |
| 67                                            | 11 marzo                                      | Utah Jazz                                     | V 104–102                                     | Dejounte Murray (27)                          | Jakob Pöltl (11)                              | Dejounte Murray (4)                           | AT&T Center 15.753                            | 26–41                                         |
| 68                                            | 12 marzo                                      | Indiana Pacers                                | S 108–119                                     | Jock Landale (26)                             | Tre Jones (10)                                | Tre Jones (12)                                | AT&T Center 14.605                            | 26–42                                         |
| 69                                            | 14 marzo                                      | Minnesota T'wolves                            | S 139–149                                     | Keldon Johnson (34)                           | Keldon Johnson (8)                            | Dejounte Murray (12)                          | AT&T Center 14.143                            | 26–43                                         |
| 70                                            | 16 marzo                                      | Oklahoma Thunder                              | V 122–120                                     | Dejounte Murray (26)                          | Jakob Pöltl (14)                              | Dejounte Murray (12)                          | AT&T Center 14.994                            | 27–43                                         |
| 71                                            | 18 marzo                                      | N.O. Pelicans                                 | S 91–124                                      | Devin Vassell (18)                            | Dejounte Murray (9)                           | Dejounte Murray (5)                           | AT&T Center 18.354                            | 27–44                                         |
| 72                                            | 20 marzo                                      | @ G.S. Warriors                               | V 110–108                                     | Josh Richardson (25)                          | Jakob Pöltl (14)                              | Dejounte Murray (8)                           | Chase Center 18.064                           | 28–44                                         |
| 73                                            | 23 marzo                                      | @ Portland T. Blazers                         | V 133–96                                      | Dejounte Murray (28)                          | Collins, Pöltl (9)                            | Tre Jones (9)                                 | Moda Center 16.610                            | 29–44                                         |
| 74                                            | 26 marzo                                      | @ N.O. Pelicans                               | V 107–103                                     | Keldon Johnson (21)                           | Murray, Pöltl (11)                            | Dejounte Murray (13)                          | Smoothie King Center 13.097                   | 30–44                                         |
| 75                                            | 28 marzo                                      | @ Houston Rockets                             | V 123–120                                     | Dejounte Murray (33)                          | Jakob Pöltl (13)                              | Dejounte Murray (11)                          | Toyota Center 18.055                          | 31–44                                         |
| 76                                            | 30 marzo                                      | Memphis Grizzlies                             | S 111–112                                     | Dejounte Murray (33)                          | Dejounte Murray (13)                          | Pöltl, Richardson (5)                         | AT&T Center 15.821                            | 31–45                                         |

#### Aprile
| Aprile 2022                                   | Aprile 2022                                   | Aprile 2022                                   | Aprile 2022                                   | Aprile 2022                                   | Aprile 2022                                   | Aprile 2022                                   | Aprile 2022                                   | Aprile 2022                                   |
| Record mese : 3–3 (Casa: 2–1; Trasferta: 1–2) | Record mese : 3–3 (Casa: 2–1; Trasferta: 1–2) | Record mese : 3–3 (Casa: 2–1; Trasferta: 1–2) | Record mese : 3–3 (Casa: 2–1; Trasferta: 1–2) | Record mese : 3–3 (Casa: 2–1; Trasferta: 1–2) | Record mese : 3–3 (Casa: 2–1; Trasferta: 1–2) | Record mese : 3–3 (Casa: 2–1; Trasferta: 1–2) | Record mese : 3–3 (Casa: 2–1; Trasferta: 1–2) | Record mese : 3–3 (Casa: 2–1; Trasferta: 1–2) |
| Partita                                       | Data                                          | Avversario                                    | Punteggio                                     | Più punti                                     | Più rimbalzi                                  | Più assist                                    | Spettatori                                    | Record                                        |
| --------------------------------------------- | --------------------------------------------- | --------------------------------------------- | --------------------------------------------- | --------------------------------------------- | --------------------------------------------- | --------------------------------------------- | --------------------------------------------- | --------------------------------------------- |
| 77                                            | 1º aprile                                     | Portland T. Blazers                           | V 130–111                                     | Devin Vassell (22)                            | Zach Collins (9)                              | Tre Jones (9)                                 | AT&T Center 17.512                            | 32–45                                         |
| 78                                            | 3 aprile                                      | Portland T. Blazers                           | V 113–92                                      | Keldon Johnson (28)                           | Zach Collins (13)                             | Tre Jones (7)                                 | AT&T Center 15.816                            | 33–45                                         |
| 79                                            | 5 aprile                                      | @ Denver Nuggets                              | V 116–97                                      | Johnson, Vassell (20)                         | Johnson, Pöltl, Vassell (8)                   | Tre Jones (10)                                | Ball Arena 17.037                             | 34–45                                         |
| 80                                            | 7 aprile                                      | @ Minnesota T'wolves                          | S 121–127                                     | Keldon Johnson (20)                           | Jakob Pöltl (17)                              | Tre Jones (8)                                 | Target Center 17.136                          | 34–46                                         |
| 81                                            | 9 aprile                                      | G.S. Warriors                                 | S 94–100                                      | Lonnie Walker (24)                            | Collins, Landale (11)                         | Tre Jones (7)                                 | AT&T Center 18.627                            | 34–47                                         |
| 82                                            | 10 aprile                                     | @ Dallas Mavericks                            | S 120–130                                     | Keldon Johnson (24)                           | Jakob Pöltl (10)                              | Dejounte Murray (7)                           | American Airlines Center 20.270               | 34-48                                         |

### Play-in
| Play-in                                         | Play-in                                         | Play-in                                         | Play-in                                         | Play-in                                         | Play-in                                         | Play-in                                         | Play-in                                         | Play-in                                         |
| Record play-in: 0-1 (Casa: 0–0; Trasferta: 0–1) | Record play-in: 0-1 (Casa: 0–0; Trasferta: 0–1) | Record play-in: 0-1 (Casa: 0–0; Trasferta: 0–1) | Record play-in: 0-1 (Casa: 0–0; Trasferta: 0–1) | Record play-in: 0-1 (Casa: 0–0; Trasferta: 0–1) | Record play-in: 0-1 (Casa: 0–0; Trasferta: 0–1) | Record play-in: 0-1 (Casa: 0–0; Trasferta: 0–1) | Record play-in: 0-1 (Casa: 0–0; Trasferta: 0–1) | Record play-in: 0-1 (Casa: 0–0; Trasferta: 0–1) |
| Partita                                         | Data                                            | Avversario                                      | Punteggio                                       | Più punti                                       | Più rimbalzi                                    | Più assist                                      | Spettatori                                      | Record                                          |
| ----------------------------------------------- | ----------------------------------------------- | ----------------------------------------------- | ----------------------------------------------- | ----------------------------------------------- | ----------------------------------------------- | ----------------------------------------------- | ----------------------------------------------- | ----------------------------------------------- |
| 1                                               | 13 aprile                                       | @ N.O. Pelicans                                 | S 103–113                                       | Devin Vassell (23)                              | Pöltl, Murray (9)                               | Dejounte Murray (5)                             | Smoothie King Center 18.610                     | 0–1                                             |

## Mercato

### Scambi
| 6 agosto 2021    | ai Brooklyn Netsi diritti al Draft su Nikola Milutinov Scelta protetta 2º giro Draft 2024 Diritto di scambiare la scelta del 2º giro Draft 2025             | ai Washington WizardsKentavious Caldwell-Pope Spencer Dinwiddie Montrezl Harrell Aaron Holiday Kyle Kuzma i diritti al Draft su Isaiah Todd Corrispettivo in contanti |
| 6 agosto 2021    | ai Los Angeles LakersRussell Westbrook Scelta protetta 2º giro Draft 2023 Scelta protetta 2º giro Draft 2024 Scelta protetta 2º giro Draft 2028             | agli Indiana Pacersi diritti al Draft su Isaiah Jackson |
| 6 agosto 2021    | ai San Antonio SpursChandler Hutchison Scelta protetta 2º giro Draft 2022                                                                                   | |
| 7 agosto 2021    | ai San Antonio SpursDoug McDermott Scelta protetta 2º giro Draft 2023 Diritto di scambiare la scelta del 2º giro Draft 2026                                 | agli Indiana PacersScelta protetta 2º giro Draft 2023 |
| 11 agosto 2021   | ai San Antonio SpursAl-Farouq Aminu Thaddeus Young Scelta protetta 2º giro Draft 2022 Scelta protetta 1º giro Draft 2025 Scelta protetta 2º giro Draft 2025 | ai Chicago BullsDeMar DeRozan |
| 19 gennaio 2022  | ai Denver NuggetsBryn Forbes | ai Boston CelticsBol Bol P.J. Dozier Scelta non-protetta 2º giro Draft 2028                                                                                           |
| 19 gennaio 2022  | ai San Antonio SpursJuancho Hernangómez Scelta protetta 2º giro Draft 2028 Corrispettivo in contanti da Denver e Boston                                     | |
| 9 febbraio 2022  | agli Utah JazzJuancho Hernangómez Nickeil Alexander-Walker                                                                                                  | ai Portland Trail BlazersElijah Hughes Joe Ingles Scelta protetta 2º giro Draft 2022                                                                                  |
| 9 febbraio 2022  | ai San Antonio SpursTomáš Satoranský Scelta protetta 2º giro Draft 2027                                                                                     | |
| 10 febbraio 2022 | ai San Antonio SpursGoran Dragić Scelta protetta 1º giro Draft 2022                                                                                         | ai Toronto RaptorsDrew Eubanks Thaddeus Young Scelta protetta 2º giro Draft 2022                                                                                      |
| 10 febbraio 2022 | ai San Antonio SpursJosh Richardson Romeo Langford Scelta protetta 1º giro Draft 2022 Diritti di scambiare le scelte del 1º giro Draft 2028                 | ai Boston CelticsDerrick White |

### Free Agency

#### Prolungamenti contrattuali
| Data             | Giocatore        | Contratto           |
| ---------------- | ---------------- | ------------------- |
| 11 agosto 2021   | DeMar DeRozan    | Sign-and-trade deal |
| 7 settembre 2021 | Keita Bates-Diop | Rinnovo             |

#### Acquisti
| Data             | Giocatore      | Contratto               | Provenienza             |
| ---------------- | -------------- | ----------------------- | ----------------------- |
| 11 agosto 2021   | Zach Collins   | Contratto pluriennale   | Portland T. Blazers     |
| 11 agosto 2021   | Joshua Primo   | Contratto Two-Way       | Università dell'Alabama |
| 19 agosto 2021   | Jock Landale   | Contratto pluriennale   | Melbourne United        |
| 25 agosto 2021   | Bryn Forbes    | Contratto pluriennale   | Milwaukee Bucks         |
| 7 settembre 2021 | Joe Wieskamp   | Contratto Two-Way       | Università dell'Iowa    |
| 1º ottobre 2021  | Aric Holman    | Non-Guaranteed Contract | Ulma                    |
| 1º ottobre 2021  | Nate Renfro    | Non-Guaranteed Contract | -                       |
| 7 ottobre 2021   | Jaylen Morris  | Non-Guaranteed Contract | -                       |
| 7 ottobre 2021   | Denzel Mahoney | Non-Guaranteed Contract | -                       |
| 12 ottobre 2021  | Jordan Burns   | Contratto 10-day        | -                       |
| 12 ottobre 2021  | Damyean Dotson | Contratto 10-day        | Cleveland Cavaliers     |
| 18 ottobre 2021  | Devontae Cacok | Contratto Two-Way       | Brooklyn Nets           |
| 1º gennaio 2022  | Jaylen Morris  | Contratto 10-day        | Austin Spurs            |
| 6 gennaio 2022   | Tyler Johnson  | Contratto 10-day        | Philadelphia 76ers      |
| 6 gennaio 2022   | Anthony Lamb   | Contratto 10-day        | R.G.V. Vipers           |
| 4 marzo 2022     | D.J. Stewart   | Contratto Two-Way       | S. Falls Skyforce       |
| 4 marzo 2022     | Robert Woodard | Contratto Two-Way       | Oklahoma Blue           |

#### Cessioni
| Data             | Giocatore          | Contratto         | Destinazione  |
| ---------------- | ------------------ | ----------------- | ------------- |
| 10 agosto 2021   | Patty Mills        | Rilasciato        | Brooklyn Nets |
| 4 settembre 2021 | Chandler Hutchison | Rilasciato        | Phoenix Suns  |
| 2 ottobre 2021   | Aric Holman        | Rilasciato        | Austin Spurs  |
| 2 ottobre 2021   | Nate Renfro        | Rilasciato        | Austin Spurs  |
| 11 ottobre 2021  | Jaylen Morris      | Rilasciato        | Austin Spurs  |
| 11 ottobre 2021  | Denzel Mahoney     | Rilasciato        | Austin Spurs  |
| 11 ottobre 2021  | Luka Šamanić       | Rilasciato        | N.Y. Knicks   |
| 14 ottobre 2021  | Jordan Burns       | Rilasciato        | Austin Spurs  |
| 14 ottobre 2021  | Damyean Dotson     | Rilasciato        | Austin Spurs  |
| 18 ottobre 2021  | Al-Farouq Aminu    | Rilasciato        | -             |
| 27 ottobre 2021  | Joshua Primo       | Contratto Two-Way | Austin Spurs  |
| 14 febbraio 2022 | Goran Dragić       | Rilasciato        | Brooklyn Nets |
| 26 febbraio 2022 | Tomáš Satoranský   | Rilasciato        | Wash. Wizards |